# Guido Marilungo
Guido Marilungo (né le 9 août 1989 à Montegranaro, dans la province de Fermo, dans la région des Marches), est un footballeur italien. Il joue au poste d'attaquant.

## Biographie
Pur produit du centre de formation de la Sampdoria, il fait ses débuts en Serie A le 18 janvier 2009 face à Palerme. En tout il joue sept matchs au cours de cette saison 2008-2009 pour un total de trois buts inscrits.
Afin de lui donner du temps de jeu et favoriser sa progression la Sampdoria le prête la saison suivante en Serie B à l'US Lecce. Il participe activement au titre de champion du club et à la remontée du club en Serie A avec 13 buts en 35 matchs.

## Palmarès
- US Lecce
  - Champion de Serie B en 2010.